# Ковальчук, Арсений
Арсений Ковальчук (эст. Arseni Kovaltšuk; 7 января 2001, Нарва) — эстонский футболист, левый полузащитник.

## Биография
Воспитанник клуба «Нарва-Транс». В основной команде своего клуба дебютировал 29 апреля 2017 года в матче высшей лиги Эстонии против «Калева» Силламяэ, заменив на 87-й минуте Иоана Яковлева. Первый гол забил в своём втором матче, 19 мая 2017 года в ворота «Вапруса», отличившись на 92-й минуте после выхода на замену. Сезон 2019 года пропустил почти полностью из-за тяжёлой травмы. В декабре 2020 года подписал профессиональный контракт с нарвским клубом на два года, до того выступал как спортсмен-любитель. Всего за шесть сезонов в составе «Транса» сыграл 98 матчей и забил 10 голов в чемпионате страны. Становился обладателем (2018/19) и финалистом (2019/20) Кубка Эстонии, в обоих финальных матчах не выходил на поле, но играл на более ранних стадиях. За второй состав «Транса» в четвёртом дивизионе дважды забивал по 19 голов за сезон.
В начале 2023 года подписал двухлетний контракт с клубом «Калев» (Таллин). Первую половину сезона 2024 года пропустил из-за травмы. В составе таллинского клуба 11 июля 2024 года сыграл свой первый матч в еврокубках (Лиге Конференций).
Вызывался в сборные Эстонии младших возрастов, где сыграл только 2 матча.